# Волков, Роман Валериевич
Роман Валериевич Волков (р. 22 июня 1979, Пенза, РСФСР, СССР) — писатель и сценарист, диктор аудиокниг. Член Московской организации Союза писателей России.

## Биография
Ещё в детском саду начал писать стихи и заниматься художественным чтением. В 1996 году окончил школу № 4 (ныне — гимназия № 4 «Ступени»), а в 2001 году — экономический факультет Пензенской сельхозакадемии (ПГСХА). В 2004 году уехал из Пензы, поступив в московский Литературный институт имени Горького (факультет литературного творчества; кафедра прозы; семинар Леонида Бородина) — по совету Риммы Казаковой, с которой познакомился на семинаре писателей в Переделкино. При этом родной город периодически встречается в его книгах как место действия. Так, появившаяся в 2014 году «Большая книга ужасов. Легенды гимназии № 4» основана на школьном фольклоре родного учебного заведения Романа, причём фамилии педагогов остались в оригинале. В студенческие годы Роман начал заниматься декламацией и всегда получал высший балл, выступая на конкурсе «Студенческая весна». Этот опыт позже помог ему в записи аудиокниг и радиоспектакля (см. ниже).
До приезда в Москву работал контролёром-ревизором в Министерстве финансов Пензенской области. В настоящее время работает в рекламной отрасли копирайтером, делает видео- и аудиоролики. Главный режиссёр домашней студии «Vargtroms», в которой занимается озвучкой аудиокниг.
С 2013 года живёт в городе Королёве (Московская область). Женат, имеет дочь и сына.

## Творчество

### Драматургия
Сценарист ряда телепроектов на Первом канале («Понять. Простить») и канале Радость моя («Шишкин лес»).
Копирайтер более пятидесяти рекламных теле- и радиороликов для международных брендов.
Автор ряда сценариев для кино и театра, многие из которых удостоились наград на российских и международных фестивалях.
Соавтор комедийной мелодрамы «Играй со мной», где вместе с Андреем Назимовым выступил также и артистом (роль Режиссёра).

### Аудиокниги и озвучание
В декабре 2008 года Роман создает домашнюю студию звукозаписи — Vargtroms Studio (Волк — по норвежски Варг + дань уважения Варгу Викернесу из Burzum + Роман — вышло VARGTHRROMTH, затем переименованное в VARGTROMS. Первая работа — рассказ Стивена Кинга — Секционный зал номер четыре — был благосклонно воспринят на форуме Клуба Любителей Аудиокниг, что дало Волкову сил и энергии продолжать с озвучкой аудиокниг и далее.
Несколько лет Волков озвучивает рассказы, пока не приходит к своему главному проекту — аудио версия цикла романов Стивена Кинга «Тёмная башня». «Я люблю Кинга с детства, считают его одним из лучших современных писателей, который пока не понят читателями до конца. Его книги несут огромный философский смысл. Обыватель, вроде бы, читает про приключения, а в итоге уясняет для себя много важного — про любовь, про дружбу, про смысл жизни».
Поначалу Роман сам делал озвучку, обработку звука и монтаж. Озвучив так две книги, он нашёл единомышленников: пять дикторов и профессиональный звукоинженер Виктор Покотылюк (гитарный техник группы «Ария»), который превратил книгу в радиоспекталь с яркими звуковыми эффектами и музыкальным сопровождением. Среди актёров — Олег Булдаков, Игорь Князев, Антон Яхонтов и другие. «Мне предлагали собрать денег, чтобы оплатить мой труд — я отказался… Это будет свинством.»
С 2018 года становится одним из ведущих дикторов аудиокниг издательства «Эксмо». Озвучивает бестселлеры нон-фикшн и художественной литературы.
Озвучил книгу Александра Балунова "Король и Шут. Бесконечная история".
Озвучил роль Густава Швагенвагенса в российском анимационном веб-сериале Metal Family.
Является официальным голосом вселенной Ника Перумова.

### Режиссура
Пробовал себя в режиссуре, для чего в 2016 г. открыл свой театр. В феврале 2016 г. поставил в русскоязычном театре в Лимасоле (Кипр) спектакль «Песня слёз» по переделанной им из трагедии в трагикомедию пьесе польского драматурга Кшиштофа Бизе «Рыдания» с тремя актрисами. «Артистов мужского пола в нашей труппе пока нет, поэтому мы выбрали пьесу, где заняты только женщины.» С сентября, в том же театре, труппа Романа репетирует вторую пьесу, «Он пришёл» Алексея Цабика, премьера которой произошла на Рождество. Кроме того, в 2017 году Роман дебютировал с арт-хаусным триллером «Молотков».

## Изданные произведения
- Повесть «Сермяжная сказка» (дебют, в соавторстве с Сергеем Чугуновым); М., «Знамя», 2002/3;
- «Былина о богатыре Спиридоне Илиевиче». Пролог. Молодая литература России; М., Вагриус, 2002;
- Сборник «Рассказы о счастье»; М., «Литературная учёба», 2003/2;
- Сборник «Приключения Коли Растеряйкина» (с Сергеем Чугуновым), Пенза, «Сура», 2003;
- «Кошачьи детективы» (под псевдонимом Роман Матроскин): «Помеченная территория», «Ночь длинных хвостов», «Дело доверчивого ветеринара»; М., Эксмо);
- Ретро-детективы (под псевдонимом Георгий Персиков): «Дело о чёртовом зеркале», «Дело о золотом сердце», «Дело о сумерках богов», «Дело о трех рубинах», «Дело о медвежьем посохе», «Ловцы черных душ. Дело глазника»; М., АСТ;
- БДСМ-детективы (под псеводнимом Эрик Романидис): «Женщина, которая в Теме», «Моя строгая Госпожа»; М., Эксмо;
- Литература для подростков: «Подарки ревности», «Моя снежная мечта», «Не верь мне», «Московская принцесса», «Большая книга ужасов 60», «Большая книга ужасов 2018», «Большая книга ужасов 74»; М., Эксмо;
- Рассказы «Ett kvade om hjalten Spiridon Ilievitj» и «En riktigt sann saga»; Göteborg, издательство «Ord & Bild», 2007/5;
- Сборник рассказов «Двое изменяют мир»; Altaspera Publishing, Toronto, 2010;
- Евпатий Коловрат. Исторический путеводитель по эпохе; М., Эксмо 2017 ;
- В серии книг «Эго маньяка. Детектив-психоанализ»: Чёрный поток; М., Эксмо 2020; Последний грех; М., Эксмо 2021;
- Ледяное пламя Якова Свердлова : биографический роман; М., РОССПЭН 2022 ;
- Др. произведения.[35]

## Премии, номинации и участия
1. Рекламный ролик Renault «Second Chance»:
  - Московский международный фестиваль рекламы «Red Apple» 2009 — шорт-лист.[36][37]
2. Триллер «Звено»:[38]
  - Российская международная кинопремия ужасов «Капля» — номинация «Надежда на спасение» за 2011 и 2012 гг.[39]
3. Пьеса «Боёвка» (первый театральный сценарий Романа Волкова):
  - Всероссийский драматургический конкурс «Действующие лица» за 2013 г. — финалист;[40][41]
  - Фестиваль «Любимовка-2013» — шортлист в номинации «Пьесы основной программы»;[42]
  - XXVII Всероссийский семинар драматургов «Авторская сцена» (2014 г.) — лонглист.[43]
4. Короткометражный фильм «Focus pocus» — участник 20 показов (2013—2016 гг.), в том числе:[44][45]
  - Фестиваль LandesFilmFestival Berlin Brandenburg, Германия, 2014 г. — 3-е место;
  - Фестиваль BundesFilmFestival FANTEX (Fantasy and Experimental) Waiblingen, Германия, 2014 г. — 2-е место;
  - Фестиваль Florida Movie Festival Daytona Beach, США, 2016 г. — финалист.
5. Документальный фильм «Ключ для заводного апельсина»:
  - лонглисты премий «Лавровая ветвь» (2014 г.)[46] и «Ника» (2015 г.).[47]
6. Пьеса «Зеро» (совместно с Ульяной Лукиной):
  - XI международный театральный фестиваль им. А. М. Володина «Пять вечеров» (2015 г.) — лонглист.[48]
7. Пьеса «Петля» (с Сергеем Чугуновым):
  - Международный драматический конкурс «Литодрама 2012—2015» — лонглист;
  - Пьеса особо отмечена соведущим Львом Яковлевым в числе интересных и «желаемых для прочтения в Театре читок».[49]
8. Пьеса «Дон Гуан»:
  - Международный драматический конкурс «Литодрама 2016» — лонглист в номинации «Историческая пьеса»; жюри также решило специально отметить Романа Волкова грамотой от Клуба писателей Литинститута «за совокупность пьес».[50]
9. Пьеса «Нитко не забит» (совместно с Юлией Поспеловой):
  - Лонг-лист «Маленькая Ремарка» — 2017—2018 гг[51]
10. Пьеса «Игры в людей» (совместно с Ульяной Лукиной):
  - Лонг-лист Международного драматургического конкурса «ЛитоДрама» — 2017—2018 гг.[52]
11. Фильм «Молотков»:
  - Кинофестиваль Cyprus Horror Society 2023 г. - Лучший социальный криминальный триллер [53]